# Robert Guibé
Robert Guibé o Robert de Challand, llamado en Italia Roberto Britto por su gentilicio,  (Vitré, 1460 - Roma, 9 de noviembre de 1513) fue un eclesiástico bretón, obispo y cardenal. 

## Biografía
Nacido en el Ducado de Bretaña, en aquella época todavía independiente del Reino de Francia, fue hijo de Adanet Guibé y de Olive Landais.  Tuvo varios hermanos: Jean, vicealmirante de Bretaña, Jacques, escudero de Ana de Bretaña, Michel, eclesiástico, Marie y Guillemette.
Con el favor de su tío Pierre Landais, que era tesorero y primer ministro del duque Francisco II de Bretaña, en 1483 fue nombrado obispo de Tréguier, que había quedado vacante tras la renuncia de Raffaele Riario, con dispensa del papa Sixto IV por no tener todavía la edad canónica para tomar posesión del cargo.  
En 1485 viajó a Roma como embajador del duque para prestar obediencia al papa Inocencio VIII.
Tras la muerte de su hermano Michel, que era arzobispo de Rennes, el cabildo catedralicio eligió como su sucesor a Guy Le Lyonnais, pero Ana de Bretaña rehusó ratificar el nombramiento de éste y presentó para el cargo a Robert, que tomó posesión en 1502.
Oficiaba como embajador de Luis XII de Francia en Roma cuando fue presentado por Ana de Bretaña para su creación como cardenal.  Julio II le creó en el consistorio del 1 de diciembre de 1505; pocos días después recibió el título de Santa Anastasia.    
Obispo de Nantes en 1507, fue también administrador de Albi y de Amalfi desde 1510, y en distintos periodos de su vida tuvo in commendam varias abadías en Francia.
En el contexto de la guerra de la Liga de Cambrai en la que estaban enfrentados los Estados Pontificios y Francia, el rey Luis XII conminó a los cardenales franceses a convocar el concilio de Pisa con el objetivo de deponer al papa; Guillaume Briçonnet, René de Prie y Amanieu d'Albret secundaron la propuesta del rey, al igual que los españoles Bernardino López de Carvajal y Francisco de Borja y el italiano Federico Sanseverino, pero Guibé tomó partido por el papa, y el rey mandó secuestrar sus rentas eclesiásticas en Francia.  El Colegio Cardenalicio le compensó por las pérdidas.   
En 1511 renunció al obispado de Nantes en favor de su sobrino François Hamon, y recibió la administración de Vannes.
Camarlengo del Colegio Cardenalicio en 1512, participó en el Concilio de Letrán V y en el cónclave de 1513 en el que fue elegido papa León X.  El nuevo pontífice le nombró legado en Avignon y el Condado Venaissin, pero no tuvo tiempo de desempeñar su cargo, pues murió pocos meses después en Roma a los cincuenta y cuatro años de edad.   
Su cuerpo fue depositado provisionalmente en la iglesia de Saint-Yves de los bretones de esta misma ciudad; se supone que, siguiendo las instrucciones que dejó en sus últimas voluntades, posteriormente fue trasladado a Rennes para ser sepultado junto a su hermano Michel en la catedral de San Pedro, aunque algunos autores apuntan que en 1756 se abrió la sepultura y solo se encontró la tumba del hermano.